# The Go-Go's

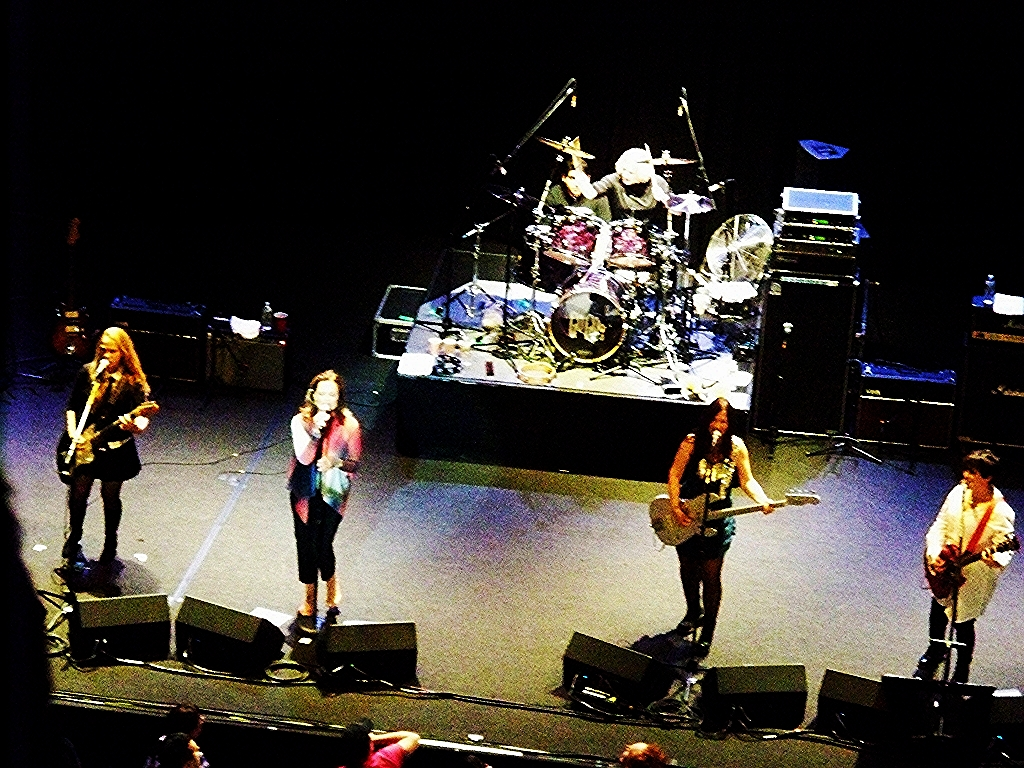
The Go-Go's in 2012

The Go-Go's is een Amerikaanse popgroep uit Los Angeles. De groep was oorspronkelijk actief van 1978 tot 1985 en kwam in 1990 weer bij elkaar. The Go-Go's treden nog steeds op, zij het onregelmatig. In Europa kreeg de groep nauwelijks voet aan de grond, maar in Amerika waren ze zeer populair. Het was de eerste Amerikaanse groep ooit die geheel uit vrouwen bestond die hun eigen nummers schreven en speelden. Hun muziek kan worden omschreven als een mix van surfpop, new wave, punk en rock.
In 1981 brachten The Go-Go's het album Beauty And The Beat uit. Volgens muziekkenners is dit album de eerste belangrijke cross-over tussen punkrock en new wave en hebben The Go-Go's hiermee de weg vrijgemaakt voor andere bands. De groep kwam tegelijkertijd op met een andere Amerikaanse damesgroep, The Bangles, maar waar The Bangles ook tot in Europa top-10 hits wisten te scoren, is dat The Go-Go's nooit gelukt. Hun megasucces bleef beperkt tot het Amerikaanse continent. De groep heeft in de Verenigde Staten vijf top 40 hits op zijn naam staan.

## Biografie

### Beginjaren
The Go-Go's werd opgericht in Los Angeles in 1978. De groep bestond uit Belinda Carlisle (zang), Jane Wiedlin (zang, gitaar), Margot Olavarria (basgitaar) en Elissa Bello (drums). The Go-Go's begon aanvankelijk als pure punkband; ze deelden een repetitieruimte met een andere grote Amerikaanse punkgroep, X. Belinda Carlisle speelde eerst drums bij The Germs. Die groep verliet ze door ziekte, veroorzaakt door haar excessieve drugsgebruik. Toen ze weer was hersteld begon ze te zingen bij The Go-Go's. In 1978 kwam Charlotte Caffey de groep versterken op gitaar. Elissa Bello werd vervangen en de nieuwe drummer werd Gina Schock. In 1979 werden The Go-Go's door de Britse ska-/popgroep Madness gevraagd om in hun voorprogramma op te treden. De tour begon in hun thuishaven Los Angeles, maar ging daarna Amerika door om te eindigen in het Verenigd Koninkrijk. Met het nummer We Got The Beat had The Go-Go's een bescheiden hitje in Engeland te pakken, maar de top 40 haalde het nummer niet.

### Beauty and the Beat
In december 1980 raakte de band in problemen toen Margot Olavarria ernstig ziek werd. De groep dreigde uit elkaar te vallen, maar Kathy Valentine, een vriendin van Carlisle, was bereid om te bassen voor de groep. Valentine, wier capaciteiten in eerste instantie in twijfel werden getrokken, werd na vier dagen non-stop oefenen de nieuwe bassiste. In 1981 tekenden The Go-Go's een groot platencontract bij IRS Records, waarna al snel het album Beauty and the Beat uitkwam, dat in Amerika miljoenen exemplaren verkocht. In april 1981 klom het nummer Our Lips Are Sealed naar de top van de Amerikaanse hitlijsten, al snel gevolgd door We Got The Beat, een nummer dat de groep al in 1979 had uitgebracht, maar in een nieuw jasje wel succes had.

### Vacation
De opvolger van de megaseller Beauty And The Beat heette Vacation. Ook het gelijknamige nummer werd een hit in Amerika, maar al snel daarna moest drummer Gina Schock op doktersadvies absolute rust houden wegens een verborgen hartziekte, die zich ineens bij haar openbaarde. De groep lag daardoor geruime tijd stil.

### Talk Show

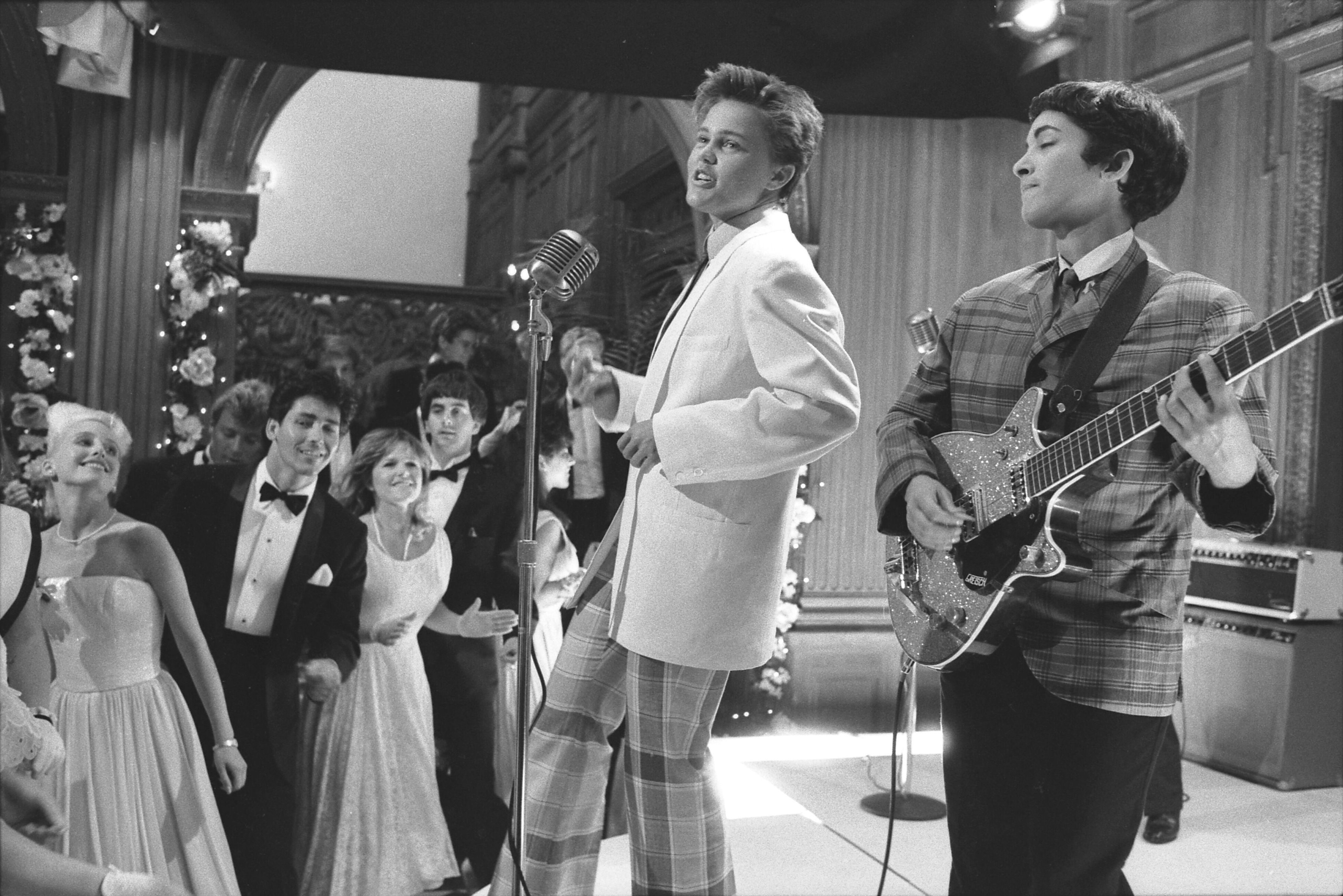
Belinda Carlisle en Jane Wiedlin, verkleed als mannen in de videoclip van Turn To You

In 1984 kwam het album Talk Show uit. De magie van The Go-Go's leek echter uitgewerkt en het Amerikaanse publiek liet het album links liggen. De singles Head over Heals en Turn To You haalden de charts wel, maar scoorden toch matig. Er beginnen onderling irritaties en ruzie over de creatieve koers van de band te ontstaan. Vlak voor optredens gingen de bandleden met elkaar op de vuist en in sommige gevallen zelfs met het publiek. Bovendien gingen de meeste bandleden, onder wie Carlisle, gebukt onder een groot drugsprobleem. Jane Wiedlin verliet in oktober 1984 als eerste de band, nadat haar verzoek om een hoger percentage royalty's en een solonummer op het album niet werd ingewilligd. Valentine schakelde over naar gitaar en Paula Brown kwam bij de band als nieuwe bassiste. Deze bezetting debuteerde in januari 1985 op het Rock in Rio-festival, maar was echter van korte duur. In mei 1985 hield de band op te bestaan. Carlisle en Caffey gaven aan dat ze er geen zin meer in hadden.

### Eerste reünieconcerten
In 1990 kwam de band na vijf jaar stil te hebben gelegen weer bijeen. Dit deden ze omdat ze met een benefietconcert wilden bereiken dat een belangrijke milieuwet in Californië zou worden doorgevoerd. Mede dankzij dit optreden kregen ze hun zin, aangezien de California Environmental Protection Act van kracht werd. Deze wet beschermt de natuurparken en zijn dieren die in de staat liggen. Carlisle en Wiedlin werden actief lid van de dierenbeschermingsorganisatie PETA; samen met de overige bandleden gingen ze als eerste uit de kleren voor de I'd Rather Go Naked Than Wear Fur-campagne. Speciaal voor een greateat hits-cd namen de Go-Go's een cover op van Cool Jerk.
In 1994 verscheen de verzamelaar The Return To The Valley Of The Go-Go's waarvoor ook enkele nieuwe nummers waren opgenomen. De single The Whole World Lost Its Head kwam tot plaats 108 in de Amerikaanse hitlijst. Het nummer leverde de groep wel de enige top 40 hit in Engeland op. Caffey was in deze periode zwanger en liet zich voor de tournee vervangen door Vicki Peterson van de Bangles.

### Rechtszaak I

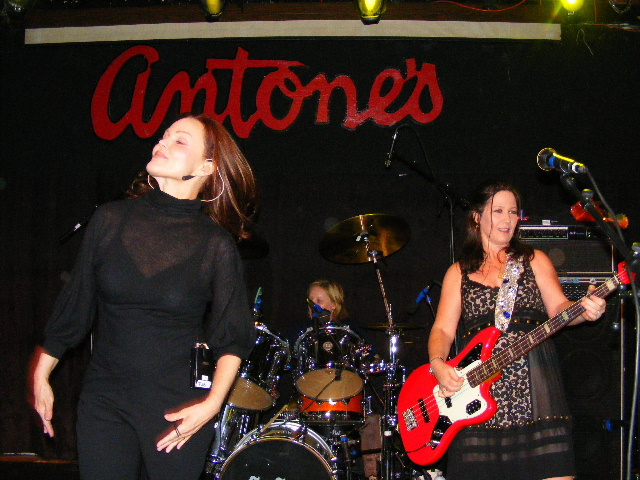
The Go-Go's in Austin, Texas, 2008. V.l.n.r.: Belinda Carlisle, Gina Schock en Kathy Valentine. Buiten beeld: Jane Wiedlin en Charlotte Caffey.

In 1997 klaagde Gina Schock, de ex-drummer, de overige bandleden aan, omdat ze vond dat haar royalty's niet voldoende waren uitgekeerd. Bovendien had ze een persoonlijk conflict met Charlotte Caffey, omdat ze samen nummers geschreven zouden hebben, maar Caffey het op het laatste moment liet afweten, waardoor Schock inkomsten misliep. In 1999 werd de zaak voor een rechtbank in Los Angeles geschikt en werden de banden tussen de bandleden en Schock hersteld.

### God Bless The Go-Go's
In 2001 kwam er na zeventien jaar een nieuw studioalbum uit waarop Shock als vanouds meedrumde; God Bless The Go-Go's ontving lovende kritieken, maar het Amerikaanse publiek voelde zich niet aangesproken, waardoor het album flopte.
Een opvolger is tot dusver niet verschenen. In een interview in 2008 zei Jane Wiedlin: "We wonen tegenwoordig verspreid door het hele land, dus dat maakt samenwerken lastig. Maar zeg nooit nooit".

### Rechtszaak II en inhuldigingen
In 2011 gingen the Go-Go's op tournee ter gelegenheid van het dertigjarig jubileum van hun album Beauty and the Beat. Ook kregen ze een ster op de beroemde Hollywood Walk of Fame.
In 2013 werd bekendgemaakt dat Kathy Valentine de band had verlaten wegens "onverenigbare verschillen"; Abby Travis nam haar plaats in bij concerten. Het vertrouwen van Valentine was dusdanig geschonden dat er een rechtszaak volgde die in 2014 in den minne werd geschikt. Datzelfde jaar werden de resterende Go-Go's in de Hollywood Bowl Hall of Fame opgenomen.
De band zou officieel na de zomer van 2016 stoppen met toeren, maar bleef van tijd tot tijd bijeenkomen voor optredens.
In 2018 keerde Valentine terug en gaven de Go-Go's drie zomerconcerten in de Hollywood Bowl met begeleiding van het Los Angeles Philharmonic Orchestra. Op 26 juli ging de musical Head Over Heels in première; hierin zijn ook solonummers van Belinda Carlisle verwerkt.

### Documentaire en meer inhuldigingen
In 2020 werd op het Sundance Film Festival een titelloze documentaire vertoond over de band; deze was geregisseerd door Allison Ellwood die ook The History of the Eagles (2013) had gemaakt. The Go-Go's werd op televisie uitgezonden door Showtime en bevatte het eerste nieuwe nummer in negentien jaar; Club Zero werd 31 juli 2020 officieel op single uitgebracht.
De band zou die zomer elf reünieconcerten geven in de bezetting met Kathy Valentine, maar vanwege de coronapandemie werden deze uitgesteld.
Op 30 oktober 2021 werd de band door actrice en fan Drew Barrymore ingehuldigd in de Rock and Roll Hall of Fame. Dit heuglijke feit werd gevierd met een exclusief concert in de Whisky a Go Go op 14 december waarvoor de meeste kaarten via een prijsvraag werden weggegeven. Clem Burke, drummer van Blondie viel in voor Gina Schock. De band zou in de eerste week van januari 2022 langs de westkust toeren, maar moest deze uitstellen nadat er bij iemand het coronavirus was vastgesteld.
In maart 2022 gaven de Go-Go's zes concerten in Reno en Californië; daarna  kondigden ze een Britse tournee met Billy Idol aan die in juni van start zou gaan. Door ziekte van Idol moesten deze concerten worden verplaatst naar latere data, waaraan de Go-Go's niet konden deelnemen.
In 2023 maakte Belinda Carlisle bekend dat de band uit elkaar was gegaan na het concert in San Diego op 31 maart 2022. "We vonden dat we op ons hoogtepunt moesten stoppen, en dat was toch wel de inhuldiging in de Hall of Fame. Beter dan dit kan het niet worden". 
Op 7 februari 2024 kwamen de Go-Go's dan toch weer bij elkaar; ze werden in de California Hall of Fame in Sacramento ingehuldigd en speelden op de afterparty een korte akoestische set.
Op 21 oktober 21 2024 kondigde de band via hun officiële Instagram-pagina aan dat er 17 mei 2025 een reünieconcert zal plaatsvinden tijdens het Cruel World Festival in Pasadena, Californië.

## De bandleden solo
Belinda Carlisle kickte volledig af van de drugs en begon halverwege jaren tachtig een solocarrière, waarin ze zowel in Amerika als in Europa hits scoorde, zoals Mad About You, Circle In The Sand en de nummer 1-hit Heaven Is A Place On Earth. In augustus 2001 poseerde ze naakt voor de Amerikaanse Playboy. In 2008 ging ze op tournee met andere typische jaren-80 bands als Human League en ABC. Datzelfde jaar verscheen ze op clipzender VH1 als jurylid van Rock the Cradle, een soort Idols met kinderen van rock-, rap- en r&b-sterren. In 2010 kwam haar biografie Lips Unsealed uit.
Jane Wiedlin maakte solo-albums die in Amerika redelijk verkochten, werkte samen met artiesten als Terry Hall en de band Sparks en sprak stemmetjes in voor tekenfilms. Verder bracht Wiedlin in de late jaren 90 een album uit met haar band froSTed; de spelling met ST diende als eerbetoon aan de serie Star Trek IV: The Voyage Home waarin ze een rol speelde. Naast zangeres en actrice is ze ook trouwambtenares en striptekenares.
Charlotte Caffey schreef songteksten voor onder andere Belinda Carlisle. Ook zong en speelde ze in eigen bands: The Graces en Astrid's Mother. Verder heeft Caffey samen met Anna Waronker de muziek gecomponeerd voor een rock-opera over het leven van pornoactrice Linda Lovelace.
Gina Schock begon in 1988 haar eigen band House of Schock en ging daarna verder met de groep K-Five. Ze drumt tegenwoordig sporadisch bij andere bands en heeft meegeschreven aan het debuutalbum van Selena Gomez & the Scene.
Kathy Valentine speelde bas in de groepen BlueBonnets en het daaruit voortgekomen The Delphines waarvan ook Gina Shock enige tijd deel uitmaakte. In september 2005 kwam haar album Light Years uit, dat in Amerika redelijk verkocht. Ze woont tegenwoordig in Texas en treedt weer op met BlueBonnets.

## Discografie
Albums
- 1981 - Beauty and the Beat
- 1982 - Vacation
- 1984 - Talk Show
- 1990 - Greatest (verzamelalbum)
- 1994 - The Return to the Valley of The Go-Go's (verzamelalbum)
- 2001 - God Bless The Go-Go's

Singles
- 1981 - "Our Lips Are Sealed"
- 1982 - "We Got The Beat"
- 1982 - "Vacation"
- 1982 - "Get Up And Go"
- 1982 - "He's So Strange"
- 1984 - "Head Over Heels"
- 1984 - "Turn To You"
- 1984 - "Yes Or No"
- 1991 - "Cool Jerk"
- 1994 - "The World Lost Its Head"
- 2001 - "Unforgiven"